# Ljapin
Ljapin (rusky Ляпин, mansijsky Сыгва Sygva) je řeka v Chantymansijském autonomním okruhu v Ťumeňské oblasti v Rusku. Je dlouhá 151 km. Plocha povodí měří 27 300 km². I pod soutokem zdrojnic se používá název levé z nich Chulga (rusky Хулга), přičemž celková délka toku včetně této zdrojnice pak činí 404 km.

## Průběh toku
Vzniká soutokem řek Chulga a Ščekurja, které stékají z Polárního Uralu. Teče na jihovýchod po západním okraji Západosibiřské roviny. Je velmi členitá. Ústí zleva do Severní Sosvy (povodí Obu).

## Vodní režim
Zdrojem vody jsou převážně sněhové srážky. Průměrný roční průtok vody činí 345 m³/s. Zamrzá v říjnu a rozmrzá ve druhé polovině května. Nejvyšších vodních stavů dosahuje od května do září.

## Využití
Vodní doprava je možná v délce 149 km.